# Jules Bauer
Pour les articles homonymes, voir Bauer.
Jules Bauer, né le 18 mai 1868 à Balbronn, dans le Bas-Rhin, et mort le 20 décembre 1931 à Paris, est un rabbin français du XIXe siècle et du XXe siècle, rabbin d'Avignon puis de Nice. Grand-rabbin, il dirige le Séminaire israélite de France de 1919 jusqu'à son décès en 1931.

## Biographie
Jules Bauer est né le 18 mai 1868 à Balbronn (Bas-Rhin), à 25 kilomètres de Strasbourg. Il est le fils de Lazare Bauer (né le 2 novembre 1839 à Balbronn, marchand de bestiaux) et de Rosalie (Rose) Weil (née en 1845).

### Études
Il étudie au Séminaire israélite de France (SIF) de 1887 à 1892.

### Rabbin à Avignon et à Nice
Il est rabbin à Avignon (Vaucluse) puis en 1905 à Nice (Alpes-Maritimes).
Pour ses travaux historiques sur l'histoire des juifs du Comtat et d’Avignon, il est reçu membre de l'Académie de Vaucluse en 1894 dont il est membre titulaire de 1900 à 1931.
Pendant la Première Guerre mondiale, il sert comme aumônier militaire des formations sanitaires des Alpes Maritimes.

### Directeur du Séminaire israélite de France
En 1919, il devient directeur du SIF, fonction qu'il occupe jusqu'à son décès fin décembre 1931.
Avec l’aide de son épouse, il ouvre à Paris, rue de Médicis le Foyer israélite, restaurant cacher à très bon marché qui sera transformé après la seconde guerre mondiale en restaurant universitaire, détruit le 27 mars 1979 dans un attentat,.

### Famille
Son épouse Gabrielle est née Salomon.
Ils ont deux filles Alice Muller (née en 1904 à Avignon) et Suzanne (Esther) Meyers (née à Garches, le 4 octobre 1899, assassinée, ainsi que son mari à Auschwitz en 1943) et deux fils, le docteur Lazare Bauer (né le 15 janvier 1912 à Nice, décédé le 21 octobre 2002) et le rabbin Paul Bauer (né le 7 juillet 1902 à Garches, Hauts-de-Seine) et mort le 15 septembre 1986 à Paris 9e).
Ses gendres sont l'avocat Mathieu Muller et le rabbin Robert Meyers.
Son arrière petit-fils est Jean-Pierre Meyers, petit-fils de Robert Meyers.

### Décès
Jules Bauer meurt à Paris le 20 décembre 1931, à l'âge de 63 ans. Il est enterré le 22 décembre 1931 au cimetière du Montparnasse.

### Hommage
Sa commune natale de Balbronn a nommé une place au nom de Jules Bauer, inaugurée le 23 juin 2024.

## Œuvres
- L'École rabbinique de France (1830-1930), Presses universitaires de France, Paris, 1930[11].
- Prières à l'usage de l'enfance. Librairie A. Durlacher, 1930
- Livre de prières, Librairie A. Durlacher, 1921
- Les conversions juives dans le Comtat-Venaissin, du 16e au 18e siècle, Revue des études juives, 60, 1905[12]
- Qu'es-ce que le Judaïsme? Le sabbat, la femme dans le judaïsme, 1910[13]
- Les Juifs de la Principauté d'Orange, Revue des études juives, 32, p. 236-250, 1896[12]
- "Les Juifs de Bédarrides, Revue des études juives, 29, p. 254-265,1884[12]

## Honneurs
- Chevalier de la Légion d'honneur, 26 septembre 1928.